# سخن (مجله)
سخن نشریه‌ای فرهنگی ادبی بود که در فاصله یِ سال‌های ۱۳۲۲ تا ۱۳۵۷ منتشر می‌شد. پایه‌گذار این نشریه پرویز ناتل خانلری بود.

## آغاز راه
مجلهٔ سخن در ابتدا ارگان جامعهٔ لیسانسیه‌های دانش‌سرای عالی بود. دورهٔ نخست مجله با انتشار اولین شماره در خرداد ۱۳۲۲ و با همکاری عده‌ای از جوانان باذوق و نواندیش مانند صادق هدایت، بزرگ علوی و حسن شهید نورایی آغاز به کار کرد. تا چند شماره به صاحب امتیازی ذبیح‌الله صفا و سردبیری پرویز ناتل خانلری منتشر شد، اما با رسیدن خانلری به سی سالگی صاحب امتیازی مجله به او منتقل شد.

## توقف و انتشار مجدد
انتشار مجله پس از سه دوره، به‌علت مسافرت تحقیقاتی خانلری به فرانسه، متوقف شد. از آذر ۱۳۳۱ مجدداً منتشر شد و انتشار آن ماهانه تا سال ۱۳۵۷ بی‌وقفه ادامه یافت. رهاورد این فعالیت ۲۷ دورهٔ سخن در سی‌هزار و صد صفحه بود که در تاریخ فرهنگ ایران بسان یک دائرةالمعارف باقی مانده‌است. در طول این مدت اگرچه خانلری سردبیر اصلی آن بود، فرهیختگانی دیگر در ادوار مختلف عهده‌دار سمت سردبیری بودند: احمد بیرشک، احسان یارشاطر، ناصر پاکدامن، علیرضا حیدری، قاسم صنعوی، تورج فرازمند، حسن هنرمندی، ابوالحسن نجفی، محمود کیانوش، رضا سیدحسینی، ایرج افشار و هوشنگ طاهری.

## مآثر مجلهٔسخن
سخن به عنوان یک مجلهٔ ادبی و فرهنگی پیشرو و نوجو، اعتبار و شهرت شایانی کسب کرد. این همه بدو مناسبت بود: یکی روی آوردن به نشرِ شعر و داستان و نمایشنامه‌های نو اروپائی و ملل دیگر بود که پیش از آن در مجله‌های فارسی مرسوم دیده نمی‌شد، و دیگر چاپ کردن نوشته‌ها و سروده‌های گروهی نویسندهٔ جوان که پیش از آن آثارشان چندان در نشریات فارسی دیده نمی‌شد. مجلهٔ سخن نقش به سزایی در جهت‌گیری ادبیات فارسی در دورهٔ معاصر داشته‌است.